# Liga juniorů (lední hokej)
Liga juniorů je druhá nejvyšší juniorská liga v České republice.

## Systém soutěže

### Základní část
16 družstev rozděleno územně do 2 skupin; 8 družstev ve skupině „Západ“ a 8 družstev ve skupině „Východ“; družstva se ve skupinách utkají čtyřkolově každý s každým a dále dvoukolově s družstvy z druhé skupiny.

#### Play-off
8 mužstev sehraje tři kola play-off (čtvrtfinále, semifinále a finále) vždy na tři vítězná utkání.
Vítěz LJ získává právo postupu d ELJ., naopak nejhorší tým LJ přímo sestupuje do RLJ.

## Přehled účastníků
- VSK Technika Brno
- DRACI PARS Šumperk
- HC Olomouc
- RT TORAX Poruba
- VHK ROBE Vsetín
- AZ Havířov
- Berani Zlín B
- HCM Warriors Brno
- Piráti Chomutov
- Rytíři Kladno
- HC Tábor
- IHC Králové Písek
- HC Hvězda Praha
- BK Havlíčkův Brod
- HC Chrudim
- HC Meteor Třemošná